# Moral de la Reina
Moral de la Reina – gmina w Hiszpanii, w prowincji Valladolid, w Kastylii i León, o powierzchni 42,49 km². W 2011 roku gmina liczyła 208 mieszkańców.